# Lenny Castro

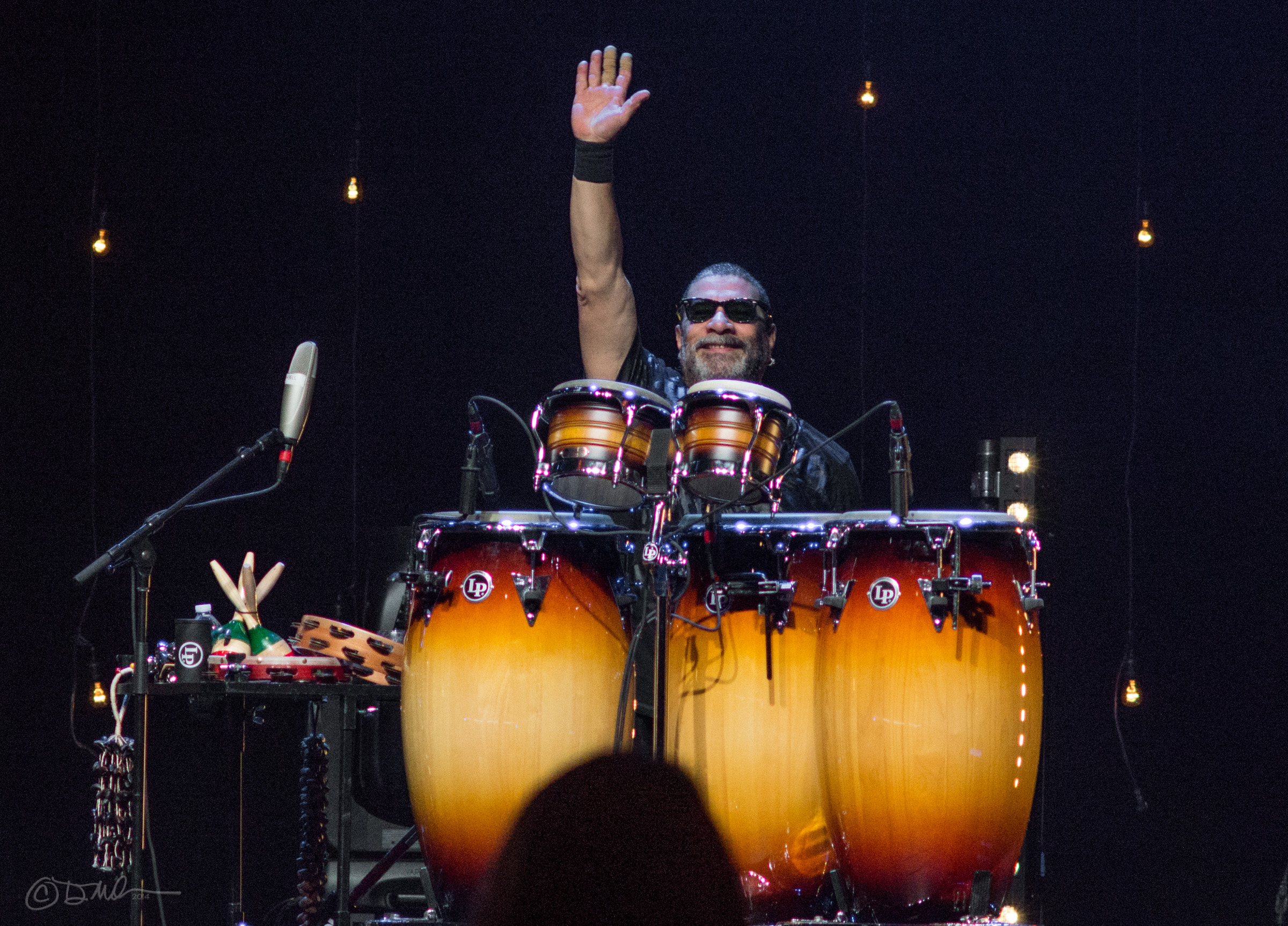
Lenny Castro in 2015

Lenny Castro (Johannesburg, 12 januari 1950) is een Zuid-Afrikaans/Amerikaans percussionist voornamelijk werkend in de omgeving van Los Angeles. Zijn bijnaam is 'The Specialist'.

## Biografie

### Jonge jaren
Castro’s voorouders kwamen van Puerto Rico. Zijn vader Hector Castro bespeelde toetsinstrumenten, voornamelijk piano in de Latin-music-scene rondom Willie Bobo, Tito Puente, en Johnny Pacheco. De familie vertrok naar Spanish Harlem, een wijk in New York, en stimuleerde de jongen als snel om slagwerkinstrumenten te bespelen (vanaf zijn derde levensjaar). In tegenstelling tot zijn vader speelde hij liever geen Latin-music, maar koos hij de kant van de jazz, rock of zelfs klassieke muziek, als hij maar percussie mocht spelen. Grote inspirator achter het geheel was Ringo Starr, Castro zag hem in de Ed Sullivan Show (1964) en was verkocht. Andere mensen die hem beïnvloed hebben zijn Mongo Santamaria en Ray Barretto. Hij leerde aan de LaGuardia High School of Music and Arts noten lezen (1970), dat vond hij belangrijk om de muziekwereld te kunnen betreden. In 1972 werd hij al ingeschakeld bij de band Larsen-Feiten om onder de band naam Full Moon een album op te nemen. Hij kende echter destijds niet de juiste mensen om definitief voor een baan als sessiemuzikant te kunnen kiezen. 
In 1974 studeerde hij af aan LaGuardia. Hij ging werken in een winkel vol met slagwerkinstrumenten. Even later was Melissa Manchester op zoek naar een percussionist en belde de winkel. Castro ging op tournee met Manchester (circa 1975). Toen Manchester naar Los Angeles vertrok, vertrok Castro mee. Een goede keus bleek even later. De muziekproducent van Manchester introduceerde hem bij Richard Perry, de producent van Diana Ross. Hij kon daar aan de slag en ontmoette daar Jeff Porcaro (later Toto). Via Porcaro kwam hij terecht bij Boz Scaggs, die net met musici van het latere Toto Silk degrees had afgeleverd. Uit de bijbehorende tournee ontstond Toto maar de heren verplichtten Castro niet om permanent lid te worden.

### Loopbaan
Zijn loopbaan als studio/sessiemuzikant was daarmee geboren. Hij kon overal terecht. 
The Rolling Stones, Elton John, Al Jarreau, Regina Belle, Eric Clapton, Boz Scaggs, Toto, Alien Ant Farm, Steely Dan, Christopher Cross, The Mars Volta, Dolly Parton, Diana Ross, Stevie Wonder, Oleta Adams, David Sanborn, Avenged Sevenfold, Little Feat, Tom Petty, Susanna Hoffs, Boney James, The (International) Noise Conspiracy, Peter White, Joe Sample, Kenny Loggins, Young Knives, Rickie Lee Jones, Caifanes, Dan Fogelberg, The Crusaders, Barbra Streisand, Simply Red, Karizma, Quincy Jones, John Mayer, Randy Newman, Dave Koz, Olivia Newton-John, the Red Hot Chili Peppers, Eric Burdon, Oasis, Wayne Shorter, Pat Benatar, Dwight Yoakam, Maroon 5, Lisa Marie Presley, Slash en vele andere artiesten en muziekgroepen maakten van zijn diensten gebruik. Speciale vermelding verdient nog zijn optredens met Fleetwood Mac, eerst tijdens hun The Dance-tour in 1997, maar ook op de inauguratie van Bill Clinton (6 januari 2001. Later speelde hij bij Stevie Nicks (2007). Hij toerde 14 jaar met Bette Midler

### Privéleven
Tijdens die eerste tournee met Boz Scaggs ontmoette hij zijn eerste vrouw, zangeres Paulette Brown. Zij kregen twee kinderen, zoon Tyler werd drummer, dochter Christina werd zangeres en gastronome. Paulette overleed in 1998 aan longkanker. Castro ging daarna toeren met het Joe Sample trio door Japan, en Castro maakte kennis met Chie Crakamamura uit Osaka. Uiteindelijk trouwden de twee.